# Zemo Tsjiri
Zemo Tsjiri (en georgiano: ზემო ცხირი) es una aldea que pertenece a la parcialmente reconocida República de Abjasia, dentro del distrito de Gali, aunque de iure es parte del municipio de Gali de la República Autónoma de Abjasia de Georgia.